# Allium rubens
Allium rubens — багаторічна рослина родини амарилісових, поширена у Казахстані, Монголії, Росії, китайській провінції Сіньцзян.

## Опис
Цибулини скупчені, вузькоконічні, діаметром 0,5–1 см, прикріплені до горизонтального кореневища; оболонка світло-коричнева. Стебло завдовжки 10–25 см, кругле в перерізі, злегка кутасте, вкрите листковими піхвами лише біля основи. Листки майже дорівнюють стеблині, 1–1,5(2) мм завширшки, зверху жолобчасті, поля більш-менш шорсткі.
Суцвіття — малоквітковий напівсферичний або кулястий зонтик. квітконіжки рівні. Оцвітина пурпурно-червона; сегменти з помітною серединною жилкою, від широко еліптичних до яйцюватих, (4)5 мм; верхівка тупа; зовнішні човноподібні; внутрішні трохи довші, ніж зовнішні. Число хромосом 2n = 16.
Період цвітіння: червень — серпень.

## Поширення
Поширений у Казахстані, Монголії, Росії, Китаї — північно-західному Сіньцзяні.
Населяє чагарники, кам'янисті схили, степи.